# Б'юкенен (Нью-Йорк)
Б'юкенен (англ. Buchanan) — селище (англ. village) в США, в окрузі Вестчестер штату Нью-Йорк. Населення — 2302 особи (2020).

## Географія
Б'юкенен розташований за координатами 41°15′40″ пн. ш. 73°56′54″ зх. д. / 41.26111° пн. ш. 73.94833° зх. д. (41.261063, -73.948349).  За даними Бюро перепису населення США в 2010 році селище мало площу 4,46 км², з яких 3,58 км² — суходіл та 0,88 км² — водойми.

## Демографія
Згідно з переписом 2010 року, у селищі мешкало 2230 осіб у 829 домогосподарствах у складі 594 родин. Густота населення становила 500 осіб/км².  Було 863 помешкання (194/км²).
Расовий склад населення:
| - 90,2 % — білих - 3,1 % — чорних або афроамериканців - 1,5 % — азіатів - 3,1 % — осіб інших рас |

До двох чи більше рас належало 2,1 %. Частка іспаномовних становила 16,0 % від усіх жителів.
За віковим діапазоном населення розподілялося таким чином: 24,4 % — особи молодші 18 років, 61,7 % — особи у віці 18—64 років, 13,9 % — особи у віці 65 років та старші. Медіана віку мешканця становила 40,1 року. На 100 осіб жіночої статі у селищі припадало 101,1 чоловіків;  на 100 жінок у віці від 18 років та старших — 102,2 чоловіків також старших 18 років.
Середній дохід на одне домашнє господарство  становив 111 920 доларів США (медіана — 97 935), а середній дохід на одну сім'ю — 125 902 долари (медіана — 116 250). Медіана доходів становила 90 469 доларів для чоловіків та 46 553 долари для жінок. За межею бідності перебувало 5,5 % осіб, у тому числі 7,9 % дітей у віці до 18 років та 0,3 % осіб у віці 65 років та старших.
Цивільне працевлаштоване населення становило 1183 особи. Основні галузі зайнятості: освіта, охорона здоров'я та соціальна допомога — 25,1 %, фінанси, страхування та нерухомість — 11,1 %, роздрібна торгівля — 9,7 %, транспорт — 8,9 %.